# Podoscirtodes modestus
Podoscirtodes modestus är en insektsart som först beskrevs av Brunner von Wattenwyl 1893.  Podoscirtodes modestus ingår i släktet Podoscirtodes och familjen syrsor. Inga underarter finns listade i Catalogue of Life.